# Francia en la Copa Mundial de Fútbol de 1966
Francia es una de las 16 selecciones participantes en la Copa Mundial de Fútbol de Inglaterra 1966, la cual es su sexta aparición en un mundial.

## Clasificación

### Grupo 3
| Pos. | País       | J | G | E | P | GF | GC | GD  | Pts |
| ---- | ---------- | - | - | - | - | -- | -- | --- | --- |
| 1    | Francia    | 6 | 5 | 0 | 1 | 9  | 2  | +7  | 10  |
| 2    | Noruega    | 6 | 3 | 1 | 2 | 10 | 5  | +5  | 7   |
| 3    | Yugoslavia | 6 | 3 | 1 | 2 | 10 | 8  | +2  | 7   |
| 4    | Luxemburgo | 6 | 0 | 0 | 6 | 6  | 20 | −14 | 0   |

| 4-10-1964 | Luxemburgo | 0–2     | Francia                | Luxembourg, Luxemburgo |                    |
|           |            | Reporte | Guy 17' · Artelesa 80' | Árbitro(s): Loraux     | Árbitro(s): Loraux |

| 11-11-1964 | Francia     | 1–0     | Noruega | Paris, Francia    |                   |
|            | Rambert 17' | Reporte |         | Árbitro(s): Adair | Árbitro(s): Adair |

| 18-4-1965 | Yugoslavia | 1–0     | Francia | Belgrade, Yugoslavia    |                         |
|           | Galić 59'  | Reporte |         | Árbitro(s): Wlachojanis | Árbitro(s): Wlachojanis |

| 15-9-1965 | Noruega | 0–1     | Francia    | Oslo, Noruega        |                      |
|           |         | Reporte | Combin 22' | Árbitro(s): Phillips | Árbitro(s): Phillips |

| 9-10-1965 | Francia    | 1–0     | Yugoslavia | Paris, Francia     |                    |
|           | Gondet 77' | Reporte |            | Árbitro(s): Hansen | Árbitro(s): Hansen |

| 6-11-1965 | Francia                        | 4–1     | Luxemburgo | Marseille, Francia           |                              |
|           | Gondet 8' 27' · Combin 11' 38' | Reporte | Pilot 53'  | Árbitro(s): Zariquiegui Izco | Árbitro(s): Zariquiegui Izco |

## Jugadores
Estos fueron los 22 jugadores convocados para el torneo, y junto a Alemania Federal y España, fueron las únicas selecciones en convocar jugadores provenientes de ligas extranjeras:

## Resultados

### Grupo 1
| País       | J | G | E | P | GF | GC | PTS |
| ---------- | - | - | - | - | -- | -- | --- |
| Inglaterra | 3 | 2 | 1 | 0 | 4  | 0  | 5   |
| Uruguay    | 3 | 1 | 2 | 0 | 2  | 1  | 4   |
| México     | 3 | 0 | 2 | 1 | 1  | 3  | 2   |
| Francia    | 3 | 0 | 1 | 2 | 2  | 5  | 1   |

#### Contra México
| 13 de julio de 1966 | Francia     | 1–1     | México    | Wembley Stadium, Londres                                       |                                                                |
|                     | Hausser 62' | Reporte | Borja 48' | Asistencia: 69,237 espectadores Árbitro(s): Menachem Ashkenazi | Asistencia: 69,237 espectadores Árbitro(s): Menachem Ashkenazi |

| 1  | PO | Marcel Aubour      |
| 5  | DF | Bernard Bosquier   |
| 6  | DF | Robert Budzynski   |
| 11 | DF | Gabriel De Michèle |
| 12 | DF | Jean Djorkaeff     |
| 2  | MC | Marcel Artelesa    |
| 4  | MC | Joseph Bonnel      |
| 16 | MC | Robert Herbin      |
| 8  | DE | Néstor Combin      |
| 13 | DE | Philippe Gondet    |
| 14 | DE | Gérard Hausser     |
| DT | DT | Henri Guérin       |

| 12 | PO | Ignacio Calderón    |
| 2  | DF | Arturo Chaires      |
| 3  | DF | Gustavo Peña        |
| 14 | DF | Gabriel Núñez       |
| 6  | MC | Isidoro Díaz        |
| 15 | MC | Guillermo Hernández |
| 17 | MC | Magdaleno Mercado   |
| 8  | DE | Aarón Padilla       |
| 10 | DE | Javier Fragoso      |
| 19 | DE | Salvador Reyes      |
| 20 | DE | Enrique Borja       |
| DT | DT | Ignacio Trelles     |

| Anotado | 62' | Gérard Hausser |

| Anotado | 48' | Enrique Borja |

| Árbitro             | Menachem Ashkenazi |
| Árbitros asistentes | Joaquim Fernandes  |
| Árbitros asistentes | Karol Galba        |

| 1  | PO | Marcel Aubour      |
| 5  | DF | Bernard Bosquier   |
| 6  | DF | Robert Budzynski   |
| 11 | DF | Gabriel De Michèle |
| 12 | DF | Jean Djorkaeff     |
| 2  | MC | Marcel Artelesa    |
| 4  | MC | Joseph Bonnel      |
| 16 | MC | Robert Herbin      |
| 8  | DE | Néstor Combin      |
| 13 | DE | Philippe Gondet    |
| 14 | DE | Gérard Hausser     |
| DT | DT | Henri Guérin       |

| 12 | PO | Ignacio Calderón    |
| 2  | DF | Arturo Chaires      |
| 3  | DF | Gustavo Peña        |
| 14 | DF | Gabriel Núñez       |
| 6  | MC | Isidoro Díaz        |
| 15 | MC | Guillermo Hernández |
| 17 | MC | Magdaleno Mercado   |
| 8  | DE | Aarón Padilla       |
| 10 | DE | Javier Fragoso      |
| 19 | DE | Salvador Reyes      |
| 20 | DE | Enrique Borja       |
| DT | DT | Ignacio Trelles     |

| Anotado | 62' | Gérard Hausser |

| Anotado | 48' | Enrique Borja |

| Árbitro             | Menachem Ashkenazi |
| Árbitros asistentes | Joaquim Fernandes  |
| Árbitros asistentes | Karol Galba        |

#### Contra Uruguay
| 15 de julio de 1966 | Uruguay                | 2–1     | Francia                 | White City Stadium, Londres                             |                                                         |
|                     | Rocha 26' · Cortés 31' | Reporte | De Bourgoing 15' (pen.) | Asistencia: 45,662 espectadores Árbitro(s): Karol Galba | Asistencia: 45,662 espectadores Árbitro(s): Karol Galba |

| 1  | PO | Ladislao Mazurkiewicz |
| 2  | DF | Horacio Troche        |
| 3  | DF | Jorge Manicera        |
| 5  | DF | Néstor Gonçalves      |
| 15 | DF | Luis Ubiña            |
| 6  | MC | Omar Caetano          |
| 7  | MC | Julio César Cortés    |
| 9  | DE | José Sasía            |
| 10 | DE | Pedro Rocha           |
| 11 | DE | Domingo Pérez         |
| 18 | DE | Milton Viera          |
| DT | DT | Ondino Viera          |

| 1  | PO | Marcel Aubour       |
| 5  | DF | Bernard Bosquier    |
| 6  | DF | Robert Budzynski    |
| 12 | DF | Jean Djorkaeff      |
| 2  | MC | Marcel Artelesa     |
| 4  | MC | Joseph Bonnel       |
| 15 | MC | Yves Herbet         |
| 10 | DE | Héctor de Bourgoing |
| 13 | DE | Philippe Gondet     |
| 14 | DE | Gérard Hausser      |
| 20 | DE | Jacques Simon       |
| DT | DT | Henri Guérin        |

| Anotado | 26' | Pedro Rocha        |
| Anotado | 31' | Julio César Cortés |

| Anotado · Penal | 15' | Héctor de Bourgoing |

| Árbitro             | Karol Galba     |
| Árbitros asistentes | Leo Callaghan   |
| Árbitros asistentes | Armando Marques |

| 1  | PO | Ladislao Mazurkiewicz |
| 2  | DF | Horacio Troche        |
| 3  | DF | Jorge Manicera        |
| 5  | DF | Néstor Gonçalves      |
| 15 | DF | Luis Ubiña            |
| 6  | MC | Omar Caetano          |
| 7  | MC | Julio César Cortés    |
| 9  | DE | José Sasía            |
| 10 | DE | Pedro Rocha           |
| 11 | DE | Domingo Pérez         |
| 18 | DE | Milton Viera          |
| DT | DT | Ondino Viera          |

| 1  | PO | Marcel Aubour       |
| 5  | DF | Bernard Bosquier    |
| 6  | DF | Robert Budzynski    |
| 12 | DF | Jean Djorkaeff      |
| 2  | MC | Marcel Artelesa     |
| 4  | MC | Joseph Bonnel       |
| 15 | MC | Yves Herbet         |
| 10 | DE | Héctor de Bourgoing |
| 13 | DE | Philippe Gondet     |
| 14 | DE | Gérard Hausser      |
| 20 | DE | Jacques Simon       |
| DT | DT | Henri Guérin        |

| Anotado | 26' | Pedro Rocha        |
| Anotado | 31' | Julio César Cortés |

| Anotado · Penal | 15' | Héctor de Bourgoing |

| Árbitro             | Karol Galba     |
| Árbitros asistentes | Leo Callaghan   |
| Árbitros asistentes | Armando Marques |

#### Contra Inglaterra
| 20 de julio de 1966 | Inglaterra   | 2–0     | Francia | Wembley Stadium, Londres                                    |                                                             |
|                     | Hunt 38' 75' | Reporte |         | Asistencia: 98,270 espectadores Árbitro(s): Arturo Yamasaki | Asistencia: 98,270 espectadores Árbitro(s): Arturo Yamasaki |

| 1  | PO | Gordon Banks   |
| 2  | DF | George Cohen   |
| 3  | DF | Ray Wilson     |
| 5  | DF | Jack Charlton  |
| 6  | DF | Bobby Moore    |
| 4  | MC | Nobby Stiles   |
| 16 | MC | Martin Peters  |
| 20 | MC | Ian Callaghan  |
| 8  | DE | Jimmy Greaves  |
| 9  | DE | Bobby Charlton |
| 21 | DE | Roger Hunt     |
| DT | DT | Alf Ramsey     |

| 1  | PO | Marcel Aubour    |
| 5  | DF | Bernard Bosquier |
| 6  | DF | Robert Budzynski |
| 12 | DF | Jean Djorkaeff   |
| 2  | MC | Marcel Artelesa  |
| 4  | MC | Joseph Bonnel    |
| 15 | MC | Yves Herbet      |
| 16 | MC | Robert Herbin    |
| 13 | DE | Philippe Gondet  |
| 14 | DE | Gérard Hausser   |
| 20 | DE | Jacques Simon    |
| DT | DT | Henri Guérin     |

| Anotado | 38' | Roger Hunt |
| Anotado | 75' | Roger Hunt |

| Árbitro             | Arturo Yamasaki    |
| Árbitros asistentes | Karol Galba        |
| Árbitros asistentes | Dimitar Rumentchev |

| 1  | PO | Gordon Banks   |
| 2  | DF | George Cohen   |
| 3  | DF | Ray Wilson     |
| 5  | DF | Jack Charlton  |
| 6  | DF | Bobby Moore    |
| 4  | MC | Nobby Stiles   |
| 16 | MC | Martin Peters  |
| 20 | MC | Ian Callaghan  |
| 8  | DE | Jimmy Greaves  |
| 9  | DE | Bobby Charlton |
| 21 | DE | Roger Hunt     |
| DT | DT | Alf Ramsey     |

| 1  | PO | Marcel Aubour    |
| 5  | DF | Bernard Bosquier |
| 6  | DF | Robert Budzynski |
| 12 | DF | Jean Djorkaeff   |
| 2  | MC | Marcel Artelesa  |
| 4  | MC | Joseph Bonnel    |
| 15 | MC | Yves Herbet      |
| 16 | MC | Robert Herbin    |
| 13 | DE | Philippe Gondet  |
| 14 | DE | Gérard Hausser   |
| 20 | DE | Jacques Simon    |
| DT | DT | Henri Guérin     |

| Anotado | 38' | Roger Hunt |
| Anotado | 75' | Roger Hunt |

| Árbitro             | Arturo Yamasaki    |
| Árbitros asistentes | Karol Galba        |
| Árbitros asistentes | Dimitar Rumentchev |